# Astragalus leontinus
Astragalus leontinus — вид квіткових рослин з родини бобових (Fabaceae). Ареал охоплює такі країни: Австрія, Франція, Італія, Швейцарія.

## Середовище
Висота: 200–3500 метрів. Це багаторічна невитка трав'яниста рослина, що зустрічається на альпійських пасовищах та галявинах у лісах на сонячних та відкритих схилах. Повідомлялося, що вона росте на вапняковому ґрунті. Цей таксон не вважається таким, що перебуває під впливом якихось серйозних загроз у глобальному масштабі. Однак існують загрози для виду на західному краю його ареалу, такі як випасання овець та великої рогатої худоби.